# Parasigmoidella ganchrorum
Parasigmoidella ganchrorum är en kackerlacksart som beskrevs av Roth, L. M. 1997. Parasigmoidella ganchrorum ingår i släktet Parasigmoidella och familjen småkackerlackor. Inga underarter finns listade i Catalogue of Life.